# Translokation (Genetik)

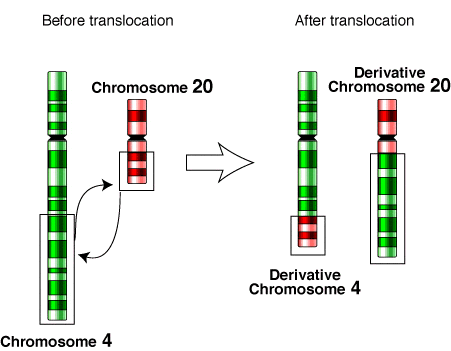
Darstellung einer Translokation, bei der Teile von Chromosom 4 (grün) und Chromosom 20 (rot) miteinander kombiniert werden

Unter einer Translokation (Ortsveränderung, Versetzung, von lateinisch locus: Ort) versteht man in der Genetik eine Chromosomenmutation, bei der Chromosomenabschnitte an eine andere Position innerhalb des Chromosomenbestandes verlagert wurden (Chromosomentranslokation). Im Extremfall kann sich ein ganzes Chromosom an ein anderes anlagern.
Mit Ausnahme der Robertson-Translokation, die mit „rob“ abgekürzt wird, wird im Karyotyp eine Translokation mit „t“ abgekürzt.

## Formen der Translokation
Translokationen lassen sich klassifizieren nach der Neutralität, dem Zugewinn oder dem Verlust von Genomanteilen (balancierte bzw. unbalancierte Translokationen), nach der Art der beteiligten Chromosomen (Reziproke und Robertson-Translokationen) und danach, ob sie als Keimbahntranslokationen (prinzipiell erblich) oder nur als somatische Translokationen (nicht erblich) vorkommen.

### Balancierte Translokation

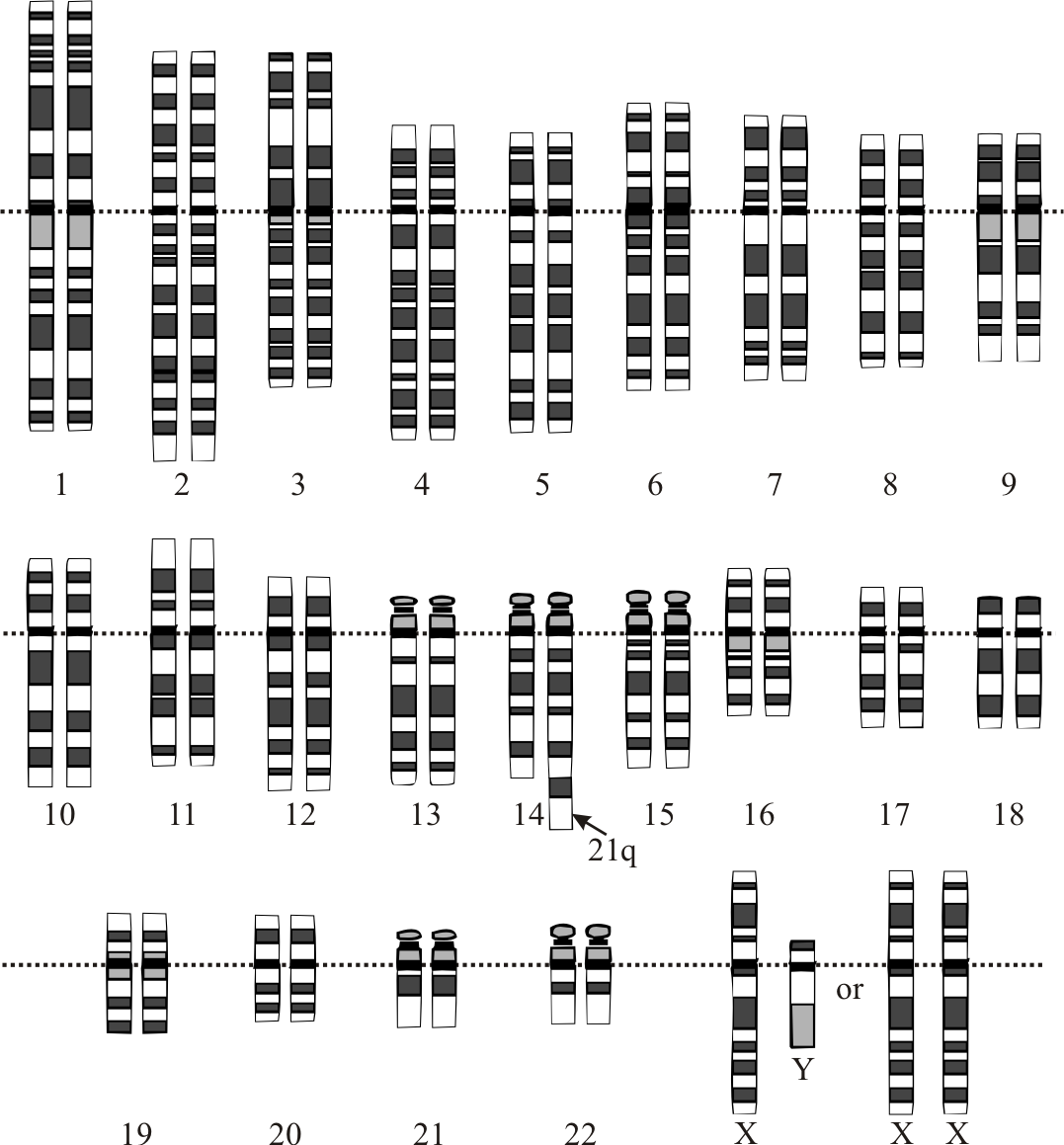
Schema eines Genoms bei Translokations-Trisomie 21

Bei einer balancierten Translokation (balanciert = im Gleichgewicht) ist ein Chromosom oder ein Chromosomenabschnitt auf ein anderes Chromosom transloziert, wobei sich die Gesamtmenge des Erbguts nicht ändert, sondern im Gleichgewicht bleibt. Aufgrund dessen hat eine balancierte Translokation phänotypisch keine Auswirkungen für die betreffende Person. Menschen mit einer balancierten Translokation haben jedoch eine erhöhte Wahrscheinlichkeit, Nachkommen mit einer unbalancierten Translokation (s. u.) zu zeugen, denn sie bilden auch Keimzellen (Gameten) mit unbalancierter Translokation. Findet eine Befruchtung zwischen einer Keimzelle mit unbalancierter Translokation und einer Keimzelle statt, bei der das Erbgut wie üblich angeordnet ist, hat das heranwachsende Kind eine Translokations-Trisomie. Schwangere Frauen mit einer balancierten Translokation haben ein erhöhtes Risiko, ihr ungeborenes Kind durch eine Fehlgeburt zu verlieren. Klinische Bedeutung kann eine balancierte Translokation auch in der Krebsentstehung haben. Bei der akuten myeloischen Leukämie (AML) findet man in ca. 20 % der Fälle eine balancierte Translokation in hämatopoetischen Vorläuferzellen. Es können Fusionsgene entstehen, die eine Rolle bei der Aktivierung der zur Proliferation und Differenzierung wichtigen Gene spielen.
Der Karyotyp beim Vorliegen einer balancierten Translokation kann z. B. lauten: 45,XX,t(14;21) bzw. 45,XY,t(14;21) (sofern ein ganzes Chromosom transloziert ist) oder 46,XX,t(14;21) bzw. 46,XY,t(14;21) (sofern nur ein Teil des Chromosoms transloziert ist).

### Unbalancierte Translokation
Eine unbalancierte Translokation ist durch eine quantitative Veränderung des Erbgutes gekennzeichnet, die dadurch verursacht wird, dass genetisches Material verloren geht oder zusätzlich zum üblicherweise vorhandenen Erbgut vorliegt.
Ein Beispiel für diese Form der Translokation ist die Translokations-Trisomie 21, bei der sich zusätzliches Erbmaterial des 21. Chromosoms an ein anderes Chromosom angelagert hat. Der Karyotyp einer Translokations-Trisomie 21 kann z. B. lauten: 46,XX+21,t(14;21) bzw. 46,XY+21,t(14;21) / Translokations-Trisomie 21/14. 

### Reziproke Translokation
Bei einer reziproken Translokation (lateinisch reciprocus: wechselseitig, gegenseitig) hat ein Stückaustausch zwischen nicht-homologen Chromosomen stattgefunden.
Auch hier bleibt die Genmenge im Gleichgewicht. Wichtig ist zu beachten, dass es hier auf die Segregation der Chromosomen in die Gameten ankommt: Nennen wir die „normalen“ Chromosomen N1 und N2, die „translozierten“ T1 und T2. Bei der sog. adjacent – 1 Segregation kommt N1 + T2 und N2 + T1 zusammen. Diese Kombination ist meistens tödlich. Die andere Möglichkeit ist die alternative Segregation, N1 + N2 und T1 + T2, wobei diese Kombination zwei komplette Gameten produziert und lebensfähig ist. Dieser ganze Prozess produziert Gameten im Verhältnis 1:1. Die Hälfte der Gameten ist nicht lebensfähig, was als Semisterilität bezeichnet wird.

### Robertson-Translokation (Zentrische Fusion)
Die Robertson-Translokation (auch Robertson'sche Translokation oder derivative chromosom, im Karyogramm abgekürzt mit „rob“ oder „der“) ist eine besondere Form der Translokation, die nur zwischen den akrozentrischen Chromosomen vorkommt (Centromer am Ende, der kürzere Arm sehr klein; beim Menschen die Chromosomen 13, 14, 15, 21, 22 und das Y-Chromosom). Besonders häufig ist sie zwischen den Chromosomen 13 und 14. Sie wurde erstmals im Jahr 1916 von W. R. B. Robertson beschrieben und aufgrund dessen nach ihm benannt. Sie entsteht durch die Verlagerung eines vergleichsweise großen Chromosomenabschnitts auf ein nicht-homologes Chromosom: Es verbinden sich zwei akrozentrische Chromosomen (Chromosomen, deren Einschnürungen in der Nähe der Chromosomenenden liegen) zu einem metazentrischen Chromosom (Chromosom, dessen Einschnürung in der Mitte liegt). Dies geschieht durch eine Fusion (Verbindung, Verschmelzung) von zwei langen Armen akrozentrischer Chromosomen im Zentromerbereich (= im Bereich der Einschnürung, an der die Spindelfasern bei der Teilung ansetzen), wobei die beiden kurzen Arme verloren gehen (siehe Deletion) und somit ein metazentrisches Chromosom entsteht.
Eine Robertson-Translokation kann balanciert oder unbalanciert sein. Menschen mit einer balancierten Robertson-Translokation haben den üblichen Phänotyp. Bei der Darstellung im Karyogramm fällt ihr Genotyp jedoch dadurch auf, dass 45 Chromosomen statt der üblichen 46 nachgewiesen werden können. Sie können zwar Nachkommen mit einem ebenfalls unauffälligen Phänotyp zeugen, jedoch kommt es bei der Keimzellenbildung gehäuft zur Produktion von Gameten mit quantitativ und qualitativ veränderten Chromosomensätzen: Das fusionierte Chromosom bzw. ein fehlendes Chromosom oder ein extra langer Arm des akrozentrischen Chromosoms kann an die Nachkommen weitergegeben werden.
Der Karyotyp beim Vorliegen einer balancierten Robertson-Translokation kann z. B. lauten: 45,XX,rob(14;21) bzw. 45,XY,rob(14;21), der Karyotyp beim Vorliegen einer unbalancierten Robertson-Translokation z. B.: 46,XX+21,rob(14;21) bzw. 46,XY+21,rob(14;21). Bei letzterem hat die betreffende Person ein Down-Syndrom mit Robertson-Translokation 21/14 (Translokationstrisomie 21).
Diese Form der Translokation kann beim Menschen nachgewiesen werden bei den akrozentrischen Chromosomen der Nummer 13, 14, 15, 21 und 22, bei denen das Zentromer jeweils nahe am Ende liegt (im Gegensatz zu metazentrischen Chromosomen, bei denen das Zentromer recht mittig angelegt ist). Der Verlust der kurzen Arme bei einer Fusion der beiden langen Arme fällt bei akrozentrischen Chromosomen nicht besonders ins Gewicht, da die kurzen Arme keine relevanten Gene enthalten. Bei Mäusen weiß man schon länger um das häufige Vorkommen von Robertson-Translokationen. Es sind 124 der möglichen 171 Formen der Robertson-Translokation bekannt.

### Somatische Translokationen
Das sogenannte Philadelphia-Chromosom ist charakterisiert durch eine reziproke Translokation t(9:22) hervorgerufen durch einen Transfer (Übertragung, von lateinisch transferre: übertragen) des Hauptteils des langen Arms von Chromosom 9 nach Chromosom 22. Durch diese Translokation kommt das Gen Abl für die Tyrosinkinase ABL1 (ein Protoonkogen) auf dem Chromosom 9 unter die Kontrolle des Promoters aus der „Breakpoint Cluster Region“ (Bcr) auf dem Chromosom 22 und es entsteht das Fusionsgen Bcr-Abl. Dies führt zur Aktivierung des Protoonkogens zum Onkogen durch die Expression einer konstitutiv aktiven Abl-Tyrosinkinase. Ein Philadelphia-Chromosom kommt bei über 95 % der Menschen mit einer chronischen myeloischen Leukämie und bei 5 % aller Kinder sowie 20 bis 30 % aller Erwachsenen mit einer akuten lymphatischen Leukämie vor.
Beim Burkitt-Lymphom wird häufig eine reziproke Translokation zwischen den Chromosomen 8 und 14 beobachtet (t(8:14)), beim Mantelzelllymphom eine reziproke Translokation zwischen den Chromosomen 11 und 14 (t(11:14)).

## Beispiele aus der Evolution
Durch Vergleich bei den großen Menschenaffen (Schimpansen, Gorillas und Orang-Utans, je 48 Chromosomen) konnte eine Translokation Gorilla-spezifisch lokalisiert werden. Die Rekonstruktion ergibt den ursprünglichen Karyotyp der Gruppe mit 48 Chromosomen, so wie er heute noch bei Schimpansen und Orang-Utans vorhanden ist. Die betroffenen Chromosomen entsprechen den Chromosomen 5 und 17 des Menschen, der mit nur 46 Chromosomen ebenfalls zur Überfamilie der Menschenartigen (Hominoidea) gehört.